# Jak być kochaną
Jak być kochaną – polski melodramat psychologiczny z 1962 roku w reżyserii Wojciecha Jerzego Hasa, oparty na opowiadaniu Kazimierza Brandysa pod tym samym tytułem. Akcja toczy się zarówno w czasie II wojny światowej, jak i w latach powojennych. Tematem filmu są losy aktorki Felicji (Barbara Krafftówna), która wspomina czasy okupacji niemieckiej ziem polskich, kiedy musiała chronić przed schwytaniem aktora Wiktora Rawicza (Zbigniew Cybulski). W czasie okupacji doświadcza gwałtu i upokorzeń, a po wojnie staje się ofiarą społecznego potępienia. Film porusza tematy miłosnej obsesji, ofiarności, a także moralnych konsekwencji wyborów dokonywanych w czasie wojny.
Jak być kochaną został dobrze przyjęty przez krytyków, a poświęcone filmowi analizy upatrywały w nim polemikę z mitem bohaterskim postaci Maćka Chełmickiego z Popiołu i diamentu (1958) Andrzeja Wajdy. Jak być kochaną zwyciężył na Międzynarodowym Festiwalu Filmowym w San Francisco, a na MFF w Bejrucie reżyser otrzymał nagrodę FIPRESCI. Mimo początkowych kontrowersji film z czasem został uznany za jedno z ważniejszych dzieł polskiej szkoły filmowej. Dzieło Hasa bywa analizowane jako poemat o pamięci, a także jako wczesny przykład kinowej refleksji nad czasem.

## Fabuła
Felicja, znana aktorka prowadząca cykliczną audycję radiową Obiady u państwa Konopków leci samolotem do Paryża. W trakcie lotu wspomina czasy okupacji .
Akcja filmu cofa się do września 1939 roku, gdy Felicja – grająca Ofelię na próbie szekspirowskiego Hamleta – zakochuje się w odtwórcy tytułowej roli, Wiktorze Rawiczu. Na początku okupacji otrzymuje zadanie przechowania Rawicza w swoim pokoju, gdy pada na niego podejrzenie zamordowania volksdeutscha Petersa. Żeby mieć ukochanego przy sobie, Felicja jest gotowa wiele poświęcić. Ukrywając Rawicza, zostaje odurzona alkoholem i zbiorowo zgwałcona przez niemieckich żołnierzy.
Aby przetrwać i zapewnić przetrwanie także Rawiczowi, Felicja zatrudnia się w niemieckim teatrze. Po wyzwoleniu Polski zostaje uznana za kolaborantkę i otrzymuje zakaz pracy w teatrze. Wiktor, nie odwzajemniwszy jej uczucia, odchodzi od niej i popada w alkoholizm. Felicja przyłapuje go w knajpie i przyprowadza do mieszkania, mówiąc mu, że zabity przez niego Peters był ponoć francuskim agentem. Wówczas Rawicz popełnia samobójstwo, wyskakując przez okno. Felicja, klęcząc nad ciałem Wiktora, nie potrafi ani zakrzyczeć, ani płakać. Później Felicja z trudem odnajduje własne miejsce w świecie, otrzymując propozycję udziału w audycji .
Pod koniec filmu, już we współczesności, Felicja przerywa wspomnienia swej nieszczęśliwej miłości. W myślach recytuje fragment nieznanego wiersza, puentując film słowami: „Bo w nas jest pustych równin okrucieństwo zimne, / Gdzie się kona z pragnienia u fałszywych źródeł”.

## Obsada
Źródło: Filmpolski.pl
- Barbara Krafftówna – Felicja
- Zbigniew Cybulski – Wiktor Rawicz

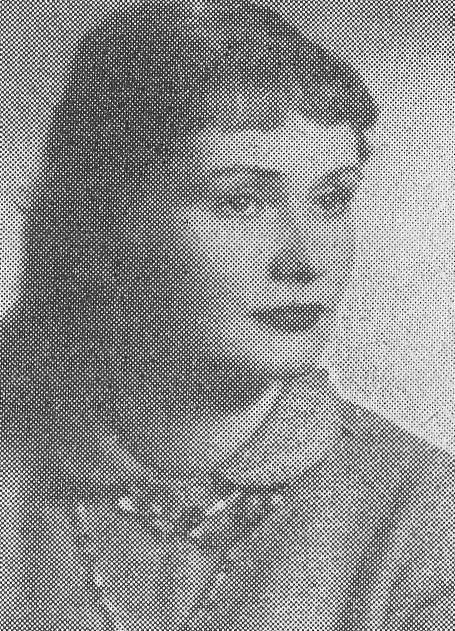
Barbara Krafftówna, odtwórczyni głównej roli (lata 60.)

- Wieńczysław Gliński – naukowiec amerykański spotkany w samolocie
- Artur Młodnicki – Tomasz
- Zdzisław Maklakiewicz – Zenon, dziennikarz w samolocie
- Wiesława Kwaśniewska – fotoreporterka w samolocie
- Kalina Jędrusik – dziewczyna w kawiarni słuchająca opowieści Rawicza
- Wiesław Gołas – żołnierz niemiecki gwałcący Felicję
- Andrzej Hrydzewicz – żołnierz niemiecki w mieszkaniu Felicji
- Tadeusz Kalinowski – Peters, aktor
- Irena Orska – redaktorka słuchowiska radiowego
- Zofia Jamry – kelnerka w kawiarni aktorów
- Jadwiga Krawczyk – stewardessa
- Krzysztof Litwin – student w kawiarni
- Józef Pieracki – nauczyciel w kawiarni
- Irena Netto – żona nauczyciela w kawiarni
- Mieczysław Pawlikowski – mężczyzna słuchający Rawicza w kawiarni
- Tadeusz Pluciński – gestapowiec przesłuchujący aktorów w kawiarni
- Mirosława Krajewska – siostra zakonna

## Produkcja

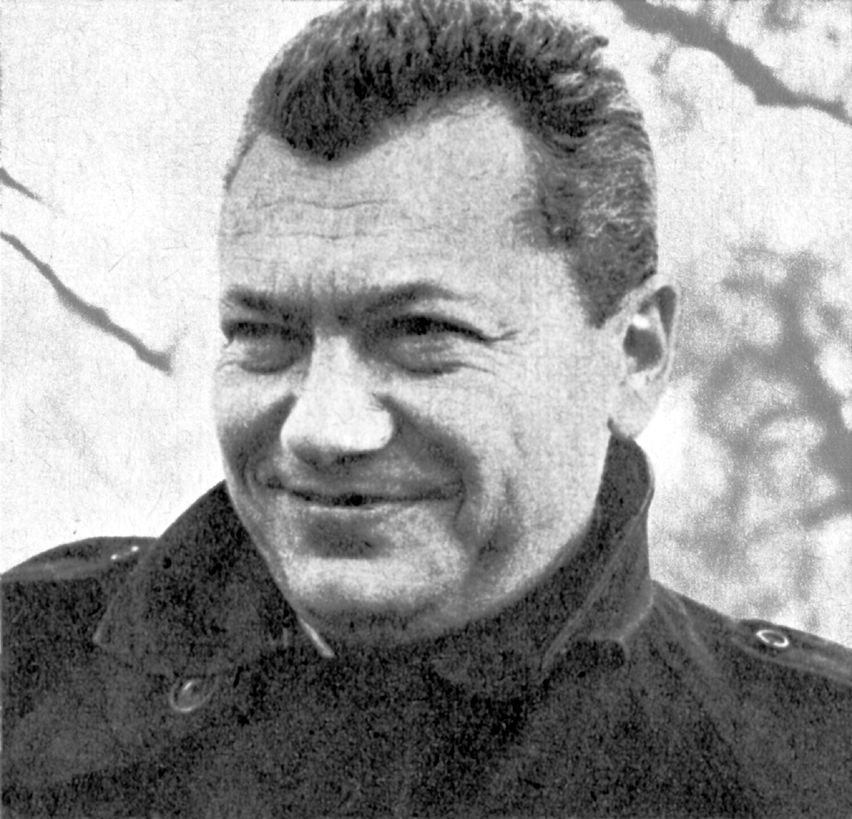
Wojciech Jerzy Has, reżyser filmu

Opowiadanie Kazimierza Brandysa Jak być kochaną miało opinię niefilmowego, przede wszystkim ze względu na zawarty w nim monolog wewnętrzny. Wojciech Jerzy Has, przyszły reżyser adaptacji, był jednak pełen nadziei, że projekt filmu się uda. Zdaniem reżysera „można sfilmować każdy wartościowy utwór literacki pod warunkiem, iż znajdziemy do niego odpowiedni klucz formalny”. Ponadto Has uznawał pierwowzór literacki za dzieło „poświęcone cichemu bohaterowi ludzkiemu, a więc tym sprawom, które w rozmaitych utworach czy filmach zajmują na ogół niewiele miejsca”. O ile w opowiadaniu Brandysa retrospekcje pojawiały się w ramach strumienia świadomości, w interpretacji Hasa, jak zaznaczyła Iwona Grodź, „obie warstwy: współczesna (podróż samolotem) i wspomnieniowa (okupacyjna) – krzyżują się pozornie dość przypadkowo. W dalszych partiach filmu retrospekcje następują w porządku chronologicznym”.
Zdjęcia do Jak być kochaną wykonał Stefan Matyjaszkiewicz. Kolorystyka filmu opiera się na silnych kontrastach czerni i bieli, co upodabniało dzieło Hasa do utworów współtworzonych przez innego operatora filmowego, Jerzego Wójcika. Odtwórczynią głównej roli żeńskiej Has uczynił Barbarę Krafftównę, argumentując swoją decyzję jej „emocjonalnym i bezpośrednim” stylem gry . Jako plenery do filmu wykorzystano port lotniczy Okęcie w Warszawie, ulicę Śrutową we Wrocławiu oraz Plac Mariacki w Krakowie. Premiera Jak być kochaną odbyła się 11 stycznia 1963 roku.

### Wydanie i rekonstrukcja cyfrowa
W 2009 roku wydawnictwo Best Film opublikowało na płytach DVD cyfrową wersję filmu Jak być kochaną, zawierającą obsługę pięciokanałowego dźwięku Dolby Digital. Oprócz filmu na płytach zamieszczono archiwalny wywiad z reżyserem. W marcu 2014 roku, w ramach projektu KinoRP odbyła się premiera zrekonstruowanej cyfrowo wersji Jak być kochaną, z udziałem odtwórczyni głównej roli, Barbary Krafftówny.

## Odbiór

### Recepcja krytyczna
Jak być kochaną odniósł sukces artystyczny. Jak pisał Andrzej Werner w podsumowaniu odbioru filmu, „publiczność zapełniała sale kinowe, krytyka – nie rozpieszczająca dotychczas autora – pisała superlatywy i to wprost jednogłośnie”. Podkreślano, że reżyser zerwał z zamiłowaniem do różnych ozdobników i przesadnego liryzmu. Mieczysław Walasek z pisma „Ekran” pisał, iż Has w Jak być kochaną opanowuje „skłonność do nadmiernego eksponowania fotogenii przedmiotów martwych, tworzenia zawiesistej, dusznej atmosfery przy pomocy rekwizytów, spełniających funkcje plastycznych wyznaczników intymnych, wyczuwanych niejako intuicyjnie związków między ludźmi. Te same efekty uzyskuje środkami bardziej oszczędnymi, mniej natrętnymi […]”. Konrad Eberhardt zauważał, że Has zdecydował się odbyć podróż do źródeł dzisiejszej osobowości bohaterki, umożliwiającą jej dojrzewanie wewnętrzne. Ewa Mazierska po latach komentowała, iż Has „dokonał tego, za co później chwalony był Rainer Werner Fassbinder – posłużył się melodramatem do dokonania narodowych rozrachunków, w tym wypadku – zmierzenia się z kwestią wojennego bohaterstwa”. Jan F. Lewandowski stwierdził, że Jak być kochaną to „dramat świetnie wyreżyserowany, znakomicie zagrany i po prostu wciągający”. Zdaniem Roberta Birkholca Jak być kochaną „należy do największych osiągnięć reżysera […] i bywa nazywane ostatnim arcydziełem polskiej szkoły filmowej” .
Również za granicą, na Międzynarodowym Festiwalu Filmowym w Cannes, dzieło Hasa spotkało się z pozytywnym odbiorem. Po latach Fred Camper z „Chicago Readera” twierdził, że „zwarta kompozycja [dzieła] Hasa ukazuje klaustrofobię okupacji i podkreśla ideę filmu: w świecie ogarniętym niemiłosierną wojną nie ma dobrych wyborów” . Kristin M. Jones na łamach „The Wall Street Journal” pisała, że Jak być kochaną jest „niesamowitą historią traumy wojennej skrytej wśród zwykłych ludzi” . Jean-Paul Toroc w recenzji dla francuskiego „Positif” dowodził, że: „Tam, gdzie Wajda szerokimi pociągnięciami pędzla kreśli wielki, dramatyczny fresk – Has operuje sugestią, cienką kreską; konstruuje on swoje opowiadanie od wewnątrz posługując się delikatnymi odcieniami, które są w stanie jednak oddać istotę sprawy z pozoru dotykając jej zaledwie. Rzadko udaje się widzieć film równie eliptyczny i dezorientujący widza…”

### Analizy i interpretacje
Według Małgorzaty Jakubowskiej Jak być kochaną jest „filmowym poematem o pamięci”, na który składają się naprzemiennie dwie warstwy czasowe. Jakubowska odczytała film Hasa jako zapowiedź idei obrazu-czasu Gilles’a Deleuze’a, gdzie nie akcja zewnętrzna, lecz rozgrywająca się w umyśle bohaterki ma największe znaczenie. Akcja filmu opowiadana jest przez Felicję, będącą jednocześnie bohaterką i obserwatorką zdarzeń, na zasadzie monologu wewnętrznego. Jednocześnie najbardziej traumatycznych wydarzeń ze swej historii Felicja nie potrafi opowiedzieć; gwałt popełniony na niej w przeszłości poprzedzony jest zakneblowaniem ust, a śmierć Wiktora odbiera bohaterce mowę. Jakubowska zauważyła, że – mimo strumienia świadomości bohaterki – Jak być kochaną zawiera klamrę narracyjną w postaci malowania ust, interpretowaną jako znak milczenia wobec wydarzeń przedstawionych na ekranie. Felicja równocześnie chce zdeprecjonować swoją nieszczęśliwą miłość do Wiktora, używając we wspomnieniach sarkastycznego i autoironicznego języka. Zdaniem Jakubowskiej Felicja na tyle wstydzi się swojej przeszłości, że „ukrywa” swą twarz jako aktorka w słuchowisku. Śmierć Wiktora tak bardzo zniszczyła jej aspiracje, że „Felicja pozostanie odizolowana i zamknięta w swoim świecie, nikogo nie dopuści do kręgu własnych, autentycznych myśli, o nikim innym nie będzie marzyć”.
Film Hasa rozpatrywano przede wszystkim jako polemikę z romantycznym mitem ruchu oporu, przedstawionym na przykład w Popiele i diamencie Andrzeja Wajdy. Zdaniem Marcina Marona wyrazem demaskacji tego mitu była scena, w której Felicja natrafia na rozpijaczonego Rawicza, rozpowiadającego blagi na temat własnych rzekomych czynów bohaterskich. O ile towarzysząca tej scenie piosenka „Czerwone maki na Monte Cassino” w pierwowzorze Wajdy ustanawiała mit zbiorowy (dotyczy to zwłaszcza sceny z kieliszkami), u Hasa śpiewają ją pijani ludzie, a ikoniczna postać Maćka Chełmickiego z Popiołu i diamentu w Jak być kochaną zamieniła się we własną karykaturę. Co więcej, w przewrotny sposób zabity przez Wiktora Peters staje się „bohaterem” (jako „francuski agent”), podczas gdy Rawicz bohatera jedynie udaje – nie jest w stanie wyjść poza swoje kabotyństwo i sprostać tworzonej przez siebie legendzie. Agnieszka Morstin również dostrzegła w dziele Hasa krytykę etosu rycerskiego, z którego pozostały jedynie „pozory, plotki o rzekomej śmierci Rawicza i jego mitomańskie opowieści, które będzie rozpowszechniał na swój temat po wojnie, usiłując w ten sposób ocalić twarz. Prawda jest jednak po stronie tych, którzy milczą, zaś powinnością artysty jest ukazanie tej prawdy za pośrednictwem sztuki”. Tadeusz Lubelski akcentował, że prawdziwy dramat w filmie rozgrywa się „poza terenem «wielkiej historii». To kobieta […] jest podmiotem rzeczywistej tragedii niespełnionego losu”.
Tomasz Łysak odczytywał Jak być kochaną z perspektywy posttraumatycznej. Łysak twierdził, że ukryte znaczenie filmu polega na pochwale modernizacji, której warunkiem musi być „autoterapia urazów psychicznych”: „Skupianie się na przeszłości, wypieranie jej i rozdrapywanie ran doprowadziły Wiktora do samobójstwa. Przedstawiono go w złym świetle jako nie tylko niegodnego uczucia Felicji, ale także z powodu cierpienia psychicznego”. Łysak jednak twierdził, że filmowy Wiktor nie ma żadnego wsparcia psychicznego ze strony Felicji, która stworzyła jego wyidealizowany obraz, czemu nie może on sprostać. Trauma i samobójstwo Wiktora wynikają więc bardziej z wojennych przeżyć niż jego negatywnych cech charakteru. Według Piotra Zwierzchowskiego, który analizował Jak być kochaną wraz z innym filmem Hasa pod tytułem Szyfry (1966), Has osadza pamięć i wojnę „w historii, ale poza Historią, w doświadczeniu narodowym, choć poza Polskością”. Pod tym względem Jak być kochaną był polemiczny wobec dorobku zarówno kina nowej pamięci (forsowanego przez komunistyczną władzę), jak i polskiej szkoły filmowej.

### Nagrody
| Rok  | Festiwal                                        | Nagroda                                      | Odbiorca           |
| ---- | ----------------------------------------------- | -------------------------------------------- | ------------------ |
| 1963 | Międzynarodowy Festiwal Filmowy w San Francisco | Złote Wrota dla najlepszego filmu            | Wojciech Jerzy Has |
| 1963 | Międzynarodowy Festiwal Filmowy w San Francisco | Nagroda za scenariusz                        | Kazimierz Brandys  |
| 1963 | Międzynarodowy Festiwal Filmowy w San Francisco | Nagroda za najlepszą rolę kobiecą            | Barbara Krafftówna |
| 1963 | Międzynarodowy Festiwal Filmowy w Edynburgu     | Dyplom                                       | Wojciech Jerzy Has |
| 1963 | Międzynarodowy Festiwal Filmowy w Cork          | Dyplom                                       | Wojciech Jerzy Has |
| 1963 | Czasopismo „Film”                               | Złota Kaczka dla najlepszego filmu polskiego | Wojciech Jerzy Has |
| 1964 | Międzynarodowy Festiwal Filmowy w Bejrucie      | Nagroda FIPRESCI                             | Wojciech Jerzy Has |

## Spuścizna
W 2011 roku portal Esensja umieścił Jak być kochaną na 25. miejscu na liście najlepszych filmów polskich wszech czasów. Urszula Lipińska pisała w uzasadnieniu: „Szlachetność aktorstwa Barbary Krafftówny ma w sobie przejmującą szczerość, po której nie widać tego niemal półwiecza, które dzieli dzień dzisiejszy od premiery filmu. Nie ma w polskim kinie bardziej spełnionego filmu o miłosnym niespełnieniu niż ten”. W analogicznym plebiscycie z 2015 roku zorganizowanym przez Muzeum Kinematografii w Łodzi Jak być kochaną znalazł się na 23. miejscu. W zestawieniu portalu Pełna Sala z 2024 roku otrzymał 5. miejsce.
W 2019 roku Lena Frankiewicz wystawiła teatralną wersję Jak być kochaną, również opartą na dramacie Kazimierza Brandysa. Sztuka Frankiewicz podzieliła krytyków, którzy chwalili brawurową choreografię Marty Ziółek oraz grę Gabrieli Muskały oraz Jana Frycza  , natomiast zarzucali przedstawieniu „zatrzymywanie się w pół kroku” w swym przesłaniu  . Echa Jak być kochaną wybrzmiewały w takich polskich filmach, jak Róża (2011) Wojciecha Smarzowskiego oraz Ida (2013) Pawła Pawlikowskiego.